# Александра (великая княгиня)
Алекса́ндра (урождённая Вельями́нова; ум. 26 декабря 1364) — великая княгиня московская, вторая жена великого князя московского Ивана Красного (с 1345).
Умерла от чумы 26 декабря 1364 г. «в черницах и в схиме, нареченная Мария, и положена бысть у великого Спаса в манастыре в приделе» — похоронена в Спасо-Преображенском монастыре (Кремль), в стенах собора Спасского монастыря.
Предположительно именно её могила была найдена во время ремонта притвора храма в 1836 году, тогда было найдено два захоронения в каменных гробах характерной для XIV века формы — широких в головной части и сужающихся к ногам.
В одном из этих гробов было хорошо сохранившееся погребение женщины в шёлковом платье.
После сноса собора в 1933 году могила была утрачена.

## Дети
- Дмитрий Донской (1350—1389), князь Московский и великий князь Владимирский
- Любовь; муж: с 1356 Дмитрий Кориатович (ум. 1399), литовский князь
- Анна (ум. после 1389); муж: Дмитрий Михайлович Боброк Волынский (ум. после 1389), князь, воевода
- Иван Малый (1354—1364)[4].